# Умецкая, Йоланта
Иоланта Умецкая (пол. Jolanta Umecka; род. 17 марта 1937, Варшава) — польская непрофессиональная киноактриса, известная по роли в фильме «Нож в воде» (1961).

## Биография
Родилась в 1937 году в Варшаве.
Будучи студенткой музыкального института, случайно увидевшем её режиссёром в 1960 году была приглашена на роль в фильме «Нож в воде».
Позже появилась ещё в нескольких фильмах в небольших ролях и ушла из кино.
Всю дальнейшую жизнь работала учителем музыки в начальной школе в Варшаве.

## Киноактриса
Режиссёр Роман Полански увидел её в одном из столичных бассейнов и предложил главную роль в своём полнометражном дебюте «Нож в воде», это культовый фильм 1961 года, первый фильм польского кинематографа, получивший номинацию на «Оскар», и показавший женщину обнажённой.
Она никогда раньше не снималась в кино, не имела актёрской подготовки, и, по словам режиссёра, ей было «очень трудно избавиться от эмоций».

Умецкая, однако, оказалась натурщицей, крайне лишенной актёрского чутья, что, впрочем, в фильме удалось Поланскому скрыть.
Оригинальный текст (пол.)Umecka okazała się jednak być naturszczykiem wyjątkowo pozbawionym aktorskiego drygu, co jednak w filmie udało się Polańskiemu ukryć.
— Polskie Radio 24
Её следующая актёрская работа в фильме «Дева-чудотворица» была тоже раскритикована, так рецензент писал, что «нашел актёрскую игру польской звезды Йоланты Умецки довольно деревянной».

## Фильмография
- 1961 — Нож в воде / Nóż w wodzie — Кристина
- 1962 — Красные береты / Czerwone berety — воспитательница
- 1964 — Пятеро / Pieciu — Эдита Бухта
- 1964 — Эхо / Echo — девушка в ресторане
- 1966 — Дева-чудотворица / Panna zazracnica — Анабелла